# پسرعموی روستایی
پسرعموی روستایی (انگلیسی: The Country Cousin) یک فیلم کوتاه انیمیشن والت دیزنی است که در ۳۱ اکتبر ۱۹۳۶ توسط یونایتد آرتیستس منتشر شد. این فیلم برنده اسکار بهترین فیلم کوتاه انیمیشن در سال ۱۹۳۶ شده‌است، این فیلم توسط والت دیزنی به کارگردانی ویلفرد جکسون تولید شده‌است و انیمیشن آن توسط آرت ببیت و لس کلارک انجام شده‌است. این اثر از سری کارتون‌های سمفونی احمقانه می‌باشد. موسیقی این اثر توسط لی هارلاین ساخته شده‌است.